# Christmas with Elvis and the Royal Philharmonic Orchestra
Christmas with Elvis and the Royal Philharmonic Orchestra (também conhecido como Christmas with Elvis) é uma compilação musical do cantor norte-americano Elvis Presley (1935-1977). Lançado em 6 de outubro de 2017 pela RCA Records e Legacy Recordings, este é o terceiro álbum de Presley gravado com a Orquestra Filarmônica Real, seguindo If I Can Dream (2015) e The Wonder of You (2016), ambos os quais lideraram a parada britânica de álbuns UK Albums Chart. O álbum conta com arquivos de gravações vocais de Elvis dos álbuns Elvis' Christmas Album  (1957) e Elvis Sings The Wonderful World of Christmas (1971), acompanhados por novos arranjos orquestrais da Orquestra Filarmônica Real. Uma edição deluxe do álbum, contendo quatro faixas adicionais, foi lançada em 24 de novembro de 2017.

## Desempenho comercial
O álbum estreou em primeiro lugar na parada americana de álbuns clássicos Billboard Classical Albums chart. No Reino Unido, ele estreou na posição de número 22 na  parada UK Albums Chart, vendendo 3.572 unidades em sua semana de estreia. Posteriormente, ele chegou à posição de número seis, em 1 de dezembro de 2017, após o lançamento da edição deluxe. Em 8 de dezembro de 2017, a BPI concedeu ao álbum o certificado de Prata, pela venda de mais de 60.000 cópias; e em 22 de dezembro de 2017, a BPI concedeu ao álbum a certificação de Ouro, refletindo vendas superiores a 100.000 cópias.

## Lista de faixas
| N.º            | Título                                                 | Compositor(es)                   | Duração |  |
| 1.             | "Santa Claus Is Back in Town"                          | Jerry Leiber e Mike Stoller      | 2:29    |  |
| 2.             | "White Christmas"                                      | Irving Berlin                    | 2:42    |  |
| 3.             | "Here Comes Santa Claus (Right Down Santa Claus Lane)" | Gene Autry Oakley Haldeman       | 2:03    |  |
| 4.             | "Merry Christmas Baby"                                 | Lou Baxter Johnny Moore          | 4:50    |  |
| 5.             | "Blue Christmas"                                       | Billy Hayes Jay Johnson          | 2:09    |  |
| 6.             | "I'll Be Home for Christmas"                           | Kim Gannon Walter Kent Buck Ram  | 3:17    |  |
| 7.             | "Winter Wonderland"                                    | Felix Bernard Richard B. Smith   | 2:20    |  |
| 8.             | "Santa Bring My Baby Back (To Me)"                     | Aaron Schroeder Claude Demetrius | 1:52    |  |
| 9.             | "Silver Bells"                                         | Jay Livingston Ray Evans         | 2:56    |  |
| 10.            | "O Little Town of Bethlehem"                           | Phillips Brooks Lewis Redner     | 2:50    |  |
| 11.            | "O Come, All Ye Faithful"                              | Tradicional                      | 3:04    |  |
| 12.            | "The First Noel"                                       | Tradicional                      | 2:54    |  |
| 13.            | "Silent Night"                                         | Joseph Mohr Franz Gruber         | 2:40    |  |
| Duração total: | Duração total:                                         | Duração total:                   | 34:06   |  |

| Faixas bônus da edição deluxe |                                              |                                                  |         |  |
| N.º                           | Título                                       | Compositor(es)                                   | Duração |  |
| 14.                           | "(There'll Be) Peace in the Valley (For Me)" | Thomas A. Dorsey                                 | 3:26    |  |
| 15.                           | "I Believe"                                  | Ervin Drake Irvin Graham Jimmy Shirl Al Stillman | 3:00    |  |
| 16.                           | "Take My Hand, Precious Lord"                | Thomas A. Dorsey                                 | 3:42    |  |
| 17.                           | "It Is No Secret (What God Can Do)"          | Stuart Hamblen                                   | 4:26    |  |
| Duração total:                | Duração total:                               | Duração total:                                   | 47:40   |  |